# Neurone Q
Pour un article plus général, voir Neurone.
Les neurones Q sont une population de neurones pouvant provoquer l'hibernation.

## Histoire
Ils sont découverts chez la souris en 2020, indépendamment à l'université de Tsukuba (préfecture d'Ibaraki, Japon) et à l'université Harvard (Massachusetts, États-Unis). En activant ces neurones, on plonge les souris dans un état de torpeur proche de l'hibernation, dans lequel la température corporelle descend à 23–24 °C. 

## Fonction
Les neurones Q expriment l'amide pyroglutamyle RF (QRFP (en), un peptide) et excitent le noyau préoptique médian (en) de l'hypothalamus, dont on savait déjà qu'il est impliqué dans la régulation thermique des mammifères.

## Présence
Les neurones Q et le mécanisme de régulation thermique sont très semblables chez différents mammifères. 
- Les neurones Q ont été découverts chez la souris.

- Ils sont également présents chez les rats, qui n'hibernent pas. Leur excitation provoque aussi un état de torpeur[1].

- Il est plausible que les neurones Q existent aussi chez l'homme, leur excitation pourrait conduire à une hibernation artificielle, à des fins thérapeutiques[3].